# دين خارجي

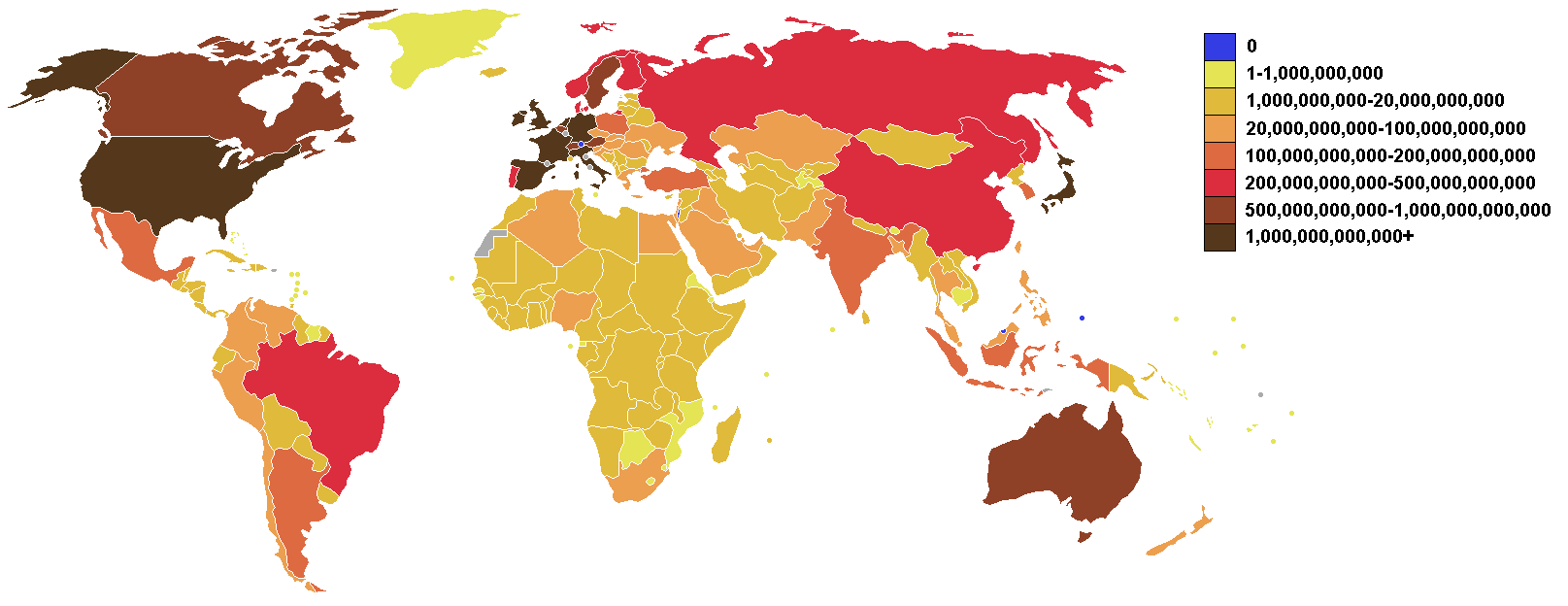

دين خارجي هو ذلك الجزء من الدين الكلي في البلاد التي هي المستحقة للدائنين خارج البلاد. يمكن للمدينين تكون الحكومة أو الشركات أو المنازل الخاصة. الدين تتضمن الأموال المستحقة للمصارف التجارية الخاصة، وغيرها من الحكومات، أو المؤسسات المالية الدولية مثل صندوق النقد الدولي (IMF) والبنك الدولي.